# PDP-11
PDP-11 е миникомпютър от серията Programmed Data Processor модел 11.
PDP-11 е основан на дизайна и идеите на Гордън Бел от DEC в началото на 1970 година. Серията от PDP-11 компютри се оказва една от най-успешните за своето време, преди да бъде заменена с VAX.
PDP-11 серията включва моделите 11/23 и 11/24 (базирани на F11 чип); 11/44, 11/04, 11/34, 11/05, 11/10, 11/15, 11/20, 11/35, 11/40, 11/45, 11/70, 11/60 (MSI и SSI); LSI-11/2 и LSI-11 (базиран на LSI-11 чип). Допълнително е имало 11/8x (базиран на J11 чип) и SBC-11/21 (базиран на T11 чип), както и модели които са били съвместими с ранните VAX процесори.
Езиците за програмиране B и C са били използвани за реализирането на Unix на PDP-11. Модерните процесори дължат голяма част от дизайна си на идеите залегнали в PDP-11.